# Simone Demangel
Simone Demangel, nacida con el nombre Gillet en 1903 en París, y fallecida en Assas en 1995, es una de las grandes figuras de la Resistencia durante la ocupación Nazi de Francia.

## Datos biográficos
Simone Demangel fue hija del académico Louis Gillet (1876-1943); su hermano fue el arquitecto Guillaume Gillet (1912-1987). Se casó con el arqueólogo Robert Demangel (1891-1952). Su abuelo materno fue René Doumic, también académico y antiguo director de la Revista de los Dos Mundos.
Apodada la "castellana de Assas", fue propietaria del castillo de Assas con su marido a partir de 1949. El castillo pertenece hoy a sus herederos.

## La Resistencia
Simone Demangel, alias Pauline, es una de las grandes figuras de la Resistencia. El proyecto para otorgarle la Medalla a la Resistencia resume su trayecto :

« Magnífico ejemplo de patriotismo, de coraje y de espíritu de iniciativa. Entrada en la Resistencia desde la firma del armisticio, desplegó toda su actividad, durante los años siguientes, para el alojamiento de los paracaidistas, para guardar explosivos, la ayuda a los judíos y a las familias de los deportados y fusilados por el enemigo. Organizó el Servicio Social de la Resistencia (zona sur). Arrestada en varias ocasiones por la Gestapo y la policía de Vichy; investigada activamente, prosiguió su tarea a pesar de todas las dificultades. Contribuyó igualmente a la Liberación de Montpellier y no cesó de consagrarse a su fin patriótico bajo todas circunstancias ».

Simone Demangel aseguró las conexiones entre Montpellier y Lyon. Fue jefa del servicio social FFI para la región R3, después teniente en comando de la unidad de la AFAT (Auxiliares femeninas del ejército de tierra) de la XVI región. 
Al final de la Segunda Guerra Mundial, recibió la Legión de Honor directamente de las manos del general Jean de Lattre de Tassigny.

## Reconocimientos

### Condecoraciones
- Caballero de la Legión de Honor
- Cruz de Guerra (1946).[6]
- Medalla a la Resistencia francesa

### Otras formas de reconocimientos y homenajes
Una casa de retiro fue nombrada en su honor en Montpellier : el EHPAD Simone Demangel.
- Su biografía está mencionada en el Archivo departamental de Hérault para el año escolar 2017/2018.[8]